# Gerhard Storm
Gerhard Storm (* 1. April 1888 in der Bauerschaft Sonsfeld bei Haldern; † 20. August 1942 im KZ Dachau) war ein deutscher römisch-katholischer Priester, Pfarrer, Widerstandskämpfer gegen den Nationalsozialismus und Märtyrer der katholischen Kirche.

## Leben
Nach dem Besuch der Schulen in Venlo und Birkenfeld studierte Gerhard Storm Theologie in Münster, wo er am 8. März 1913 zum Priester geweiht wurde. Im Anschluss wurde Storm Kaplan der St.-Martini-Gemeinde in Wesel, ab dem 19. Mai 1920 der St. Aldegundis-Gemeinde in Emmerich, wo er unter anderem mit der Redaktion der Kirchenpresse des Dekanates beauftragt wurde. Zusätzlich gab er ab 1925 als Religionslehrer den sogenannten lebenskundlichen Unterricht an den Berufsschulen der Stadt Emmerich. Zum 1. April 1931 schloss Storm einen Vertrag mit der Stadt, in dem er sich verpflichtete, den Unterricht bis zu seinem 65. Lebensjahr fortzuführen. Im Folgenden wurde dieser Vertrag jedoch am 31. Dezember 1934 durch die nunmehr von Nationalsozialisten geführte Stadt nach dem Gesetz zur Wiederherstellung des Berufsbeamtentums gekündigt. Daraufhin forderte Storm die ihm vorenthaltenen Gehalts- bzw. Pensionsbezüge bis in das Jahr 1936 hinein erfolgreich ein. Neben seiner Lehrtätigkeit setzte sich Storm insbesondere für die katholische Jugend ein. So beteiligte er sich an der Errichtung eines Jugendheims und verteilte monatlich an die ihm anvertrauten Jugendlichen einen selbst verfassten Rundbrief. Infolge des Verbots kirchlicher Jugendverbände avancierte Storm zum Jugendseelsorger, was die Nationalsozialisten dazu veranlasste, ihn zu beschatten.
Während des Zweiten Weltkriegs wurde Storm als Lazarettpfarrer in Emmerich verpflichtet. Auch hier wurde Storm beschattet, doch erst in einer Predigt vom 11. Januar 1942 sah man schließlich einen Grund für eine Verhaftung. Am 15. Januar ging ein Bericht an die Gestapo, der insbesondere das Zitat hervorhob: „Genau so ginge es einem Staate, der durch Gesetze und Verordnungen das morsche Staatsgebilde künstlich aufputzte und so weiter. Auch dieses Staatsgebilde bräche zusammen, wenn die Zeit da sei.“ Weiter schrieb der Polizist, der Storms Predigten überwachte: „Wenn er auch nicht den heutigen Staat besonders bezeichnete, so war doch aus seinen Worten unschwer zu entnehmen, was er sagen wollte. Der genaue Wortlaut seiner Ausführungen kann nicht wiedergegeben werden. Diese Abzweigung gehörte nicht in den Sinn seiner Predigt hinein und war eine direkte Entgleisung.“ Bei der anschließenden Hausdurchsuchung wurden die Originalausarbeitungen der Predigten vom 1. und vom 11. Januar 1942, die Predigt Das Heil kommt von den Juden aus dem Jahr 1938 sowie 95 weitere Predigten beschlagnahmt.
Am 25. März wurde Storm in Emmerich vernommen und schließlich am 15. Mai um 13 Uhr auf Geheiß der Gestapo festgenommen. Vorerst brachte man ihn ins Emmericher Polizeigefängnis, drei Tage später überführte man ihn ins Männergefängnis in Düsseldorf. Von dort aus wurde Storm ins KZ Dachau gebracht, wo er am 23. Juli interniert wurde und, von einem Lungenleiden geschwächt, schon nach wenigen Wochen am 20. August an den Folgen der Haft verstarb. In der amtlichen Mitteilung hieß es, er sei an Darmkatarrh gestorben.

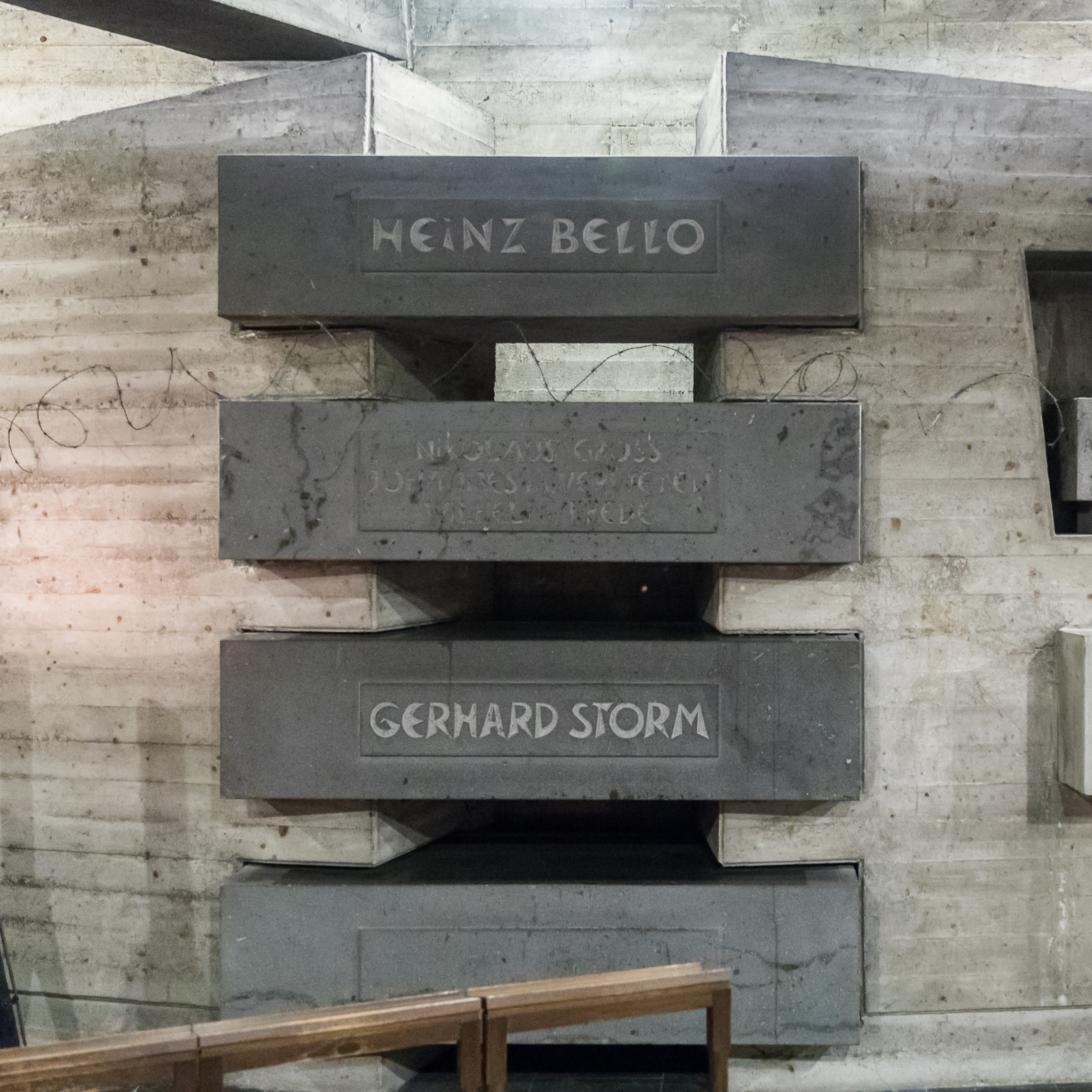
Die Gräber von Heinz Bello und Gerhard Storm in der Krypta der Xantener Stiftskirche

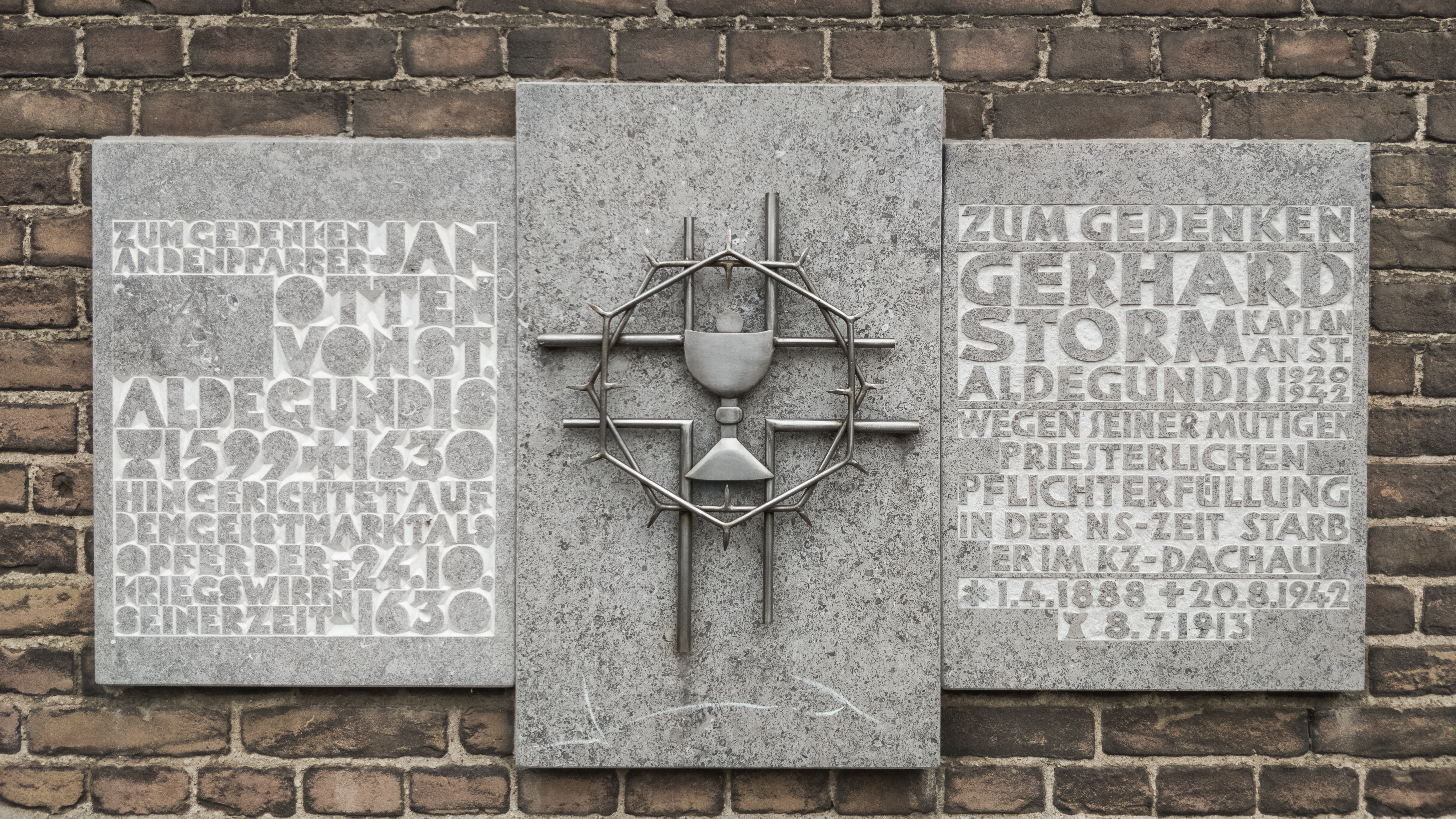
Gedenktafel für den Pfarrer Jan Otten und den Kaplan Gerhard Storm an der St. Aldegundiskirche in Emmerich

## Gedenken
Storms Urne wurde zunächst auf dem Friedhof in Haldern beigesetzt, bis sie am 3. September 1966 in die Krypta der Xantener Stiftskirche als Gedenkstätte für neuzeitliche Märtyrer überführt wurde. In der St. Aldegundiskirche in Emmerich erinnert eine Gedenktafel an ihren Kaplan Gerhard Storm.
Die katholische Kirche nahm Kaplan Gerhard Storm im Jahr 1999 als Glaubenszeugen in das deutsche Martyrologium des 20. Jahrhunderts auf.
Die Schülerinnen und Schüler der Stolperstein-AG des Gymnasiums Birkenfeld verlegten am 11. Mai 2017 einen Stolperstein vor dem ehemaligen Gebäude des Gymnasiums in der Schneewießenstraße in Birkenfeld.